# Municipio de Oswayo
El municipio de Oswayo (en inglés: Oswayo Township) es un municipio ubicado en el condado de Potter en el estado estadounidense de Pensilvania. En el año 2000 tenía una población de 251 habitantes y una densidad poblacional de 2 personas por km².

## Geografía
El municipio de Oswayo se encuentra ubicado en las coordenadas 41°57′00″N 77°58′59″O / 41.95000, -77.98306.

## Demografía
Según la Oficina del Censo en 2000 los ingresos medios por hogar en la localidad eran de $32,083 y los ingresos medios por familia eran $36,071. Los hombres tenían unos ingresos medios de $35,938 frente a los $9,500 para las mujeres. La renta per cápita para la localidad era de $13,263. Alrededor del 20,2% de la población estaban por debajo del umbral de pobreza.